# Vício

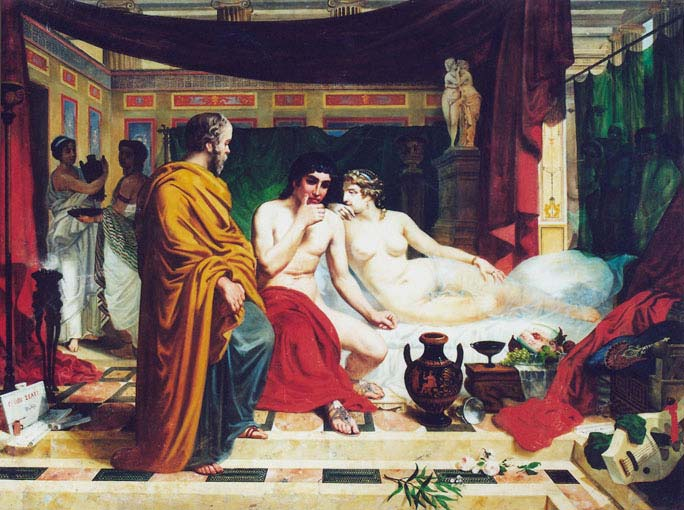
"Sócrates afastando Alcibíades do vício". Óleo sobre tela, 1865. Nesta imagem, pode-se observar uma acepção genérica do conceito, não relacionado ao uso de drogas, mas ao prazer.

Vício (do termo latino "vitium", que significa "falha" ou "defeito" ) é um hábito repetitivo que degenera ou causa algum prejuízo ao viciado e aos que com ele convivem.
A acepção contemporânea do termo está relacionada a uma sucessão de denominações que se alteraram historicamente e que culmina com uma relação entre o Estado, a individualidade, a ética e a moral, nas formas convencionadas atualmente. Além disso, está fortemente relacionada a interpretações religiosas, sempre denotando algo negativo, inadequado, socialmente reprimível, abusivo e vergonhoso. Porém, em termos genéricos, é interessante a abordagem de Margaret Mead:
A virtude é quando se tem a dor seguida do prazer; o vício, é quando se tem o prazer seguido da dor.
Faltando porém, um detalhe: os períodos onde a dor e o prazer se inserem variam, sendo que o segundo é sempre mais longo e permanente que o primeiro, em ambos os casos. Daí a relação que se cria também com o trabalho, como processo doloroso que gera prazer posterior permanente, e que portanto, eleva(m) o homem, através do orgulho e da vitória. Fatalmente, o vício relaciona-se também com a perda, a derrota, e portanto, a queda, fechando um ciclo conceitual que interliga o social, o biológico, o religioso e a ética-moral laica.

## Etimologia
Provém do latim vitium, usado originariamente em relação a uma anomalia física, com o passar do tempo, o termo foi empregado no contexto litúrgico, mais especificamente quando nos sacrifícios dos animais suas entranhas apresentavam alguma anomalia (quando isso ocorria o sacrifício animal era invalidado e devia ser repetido).

## Religião

### Cristianismo

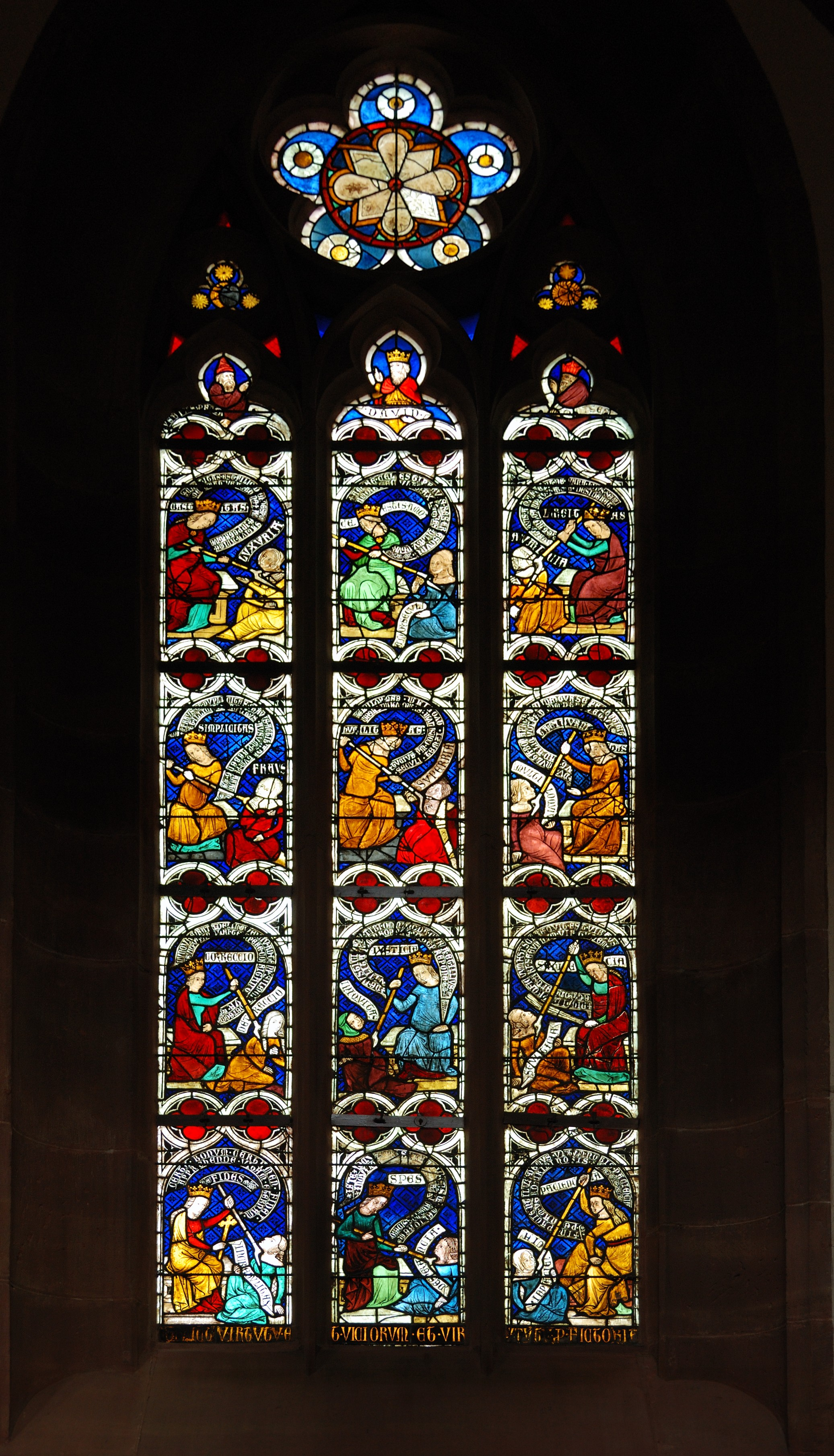
Virtudes lutando contra vícios, vitral (século 14) na Igreja de Niederhaslach

A Igreja Católica Romana distingue entre o vício, que é um hábito do pecado, e o próprio pecado, que é um ato moralmente errado individual. Note que no catolicismo romano, a palavra "pecado" também se refere ao estado que recai sobre alguém ao cometer um ato moralmente errado. Nesta seção, a palavra sempre significa o ato pecaminoso. É o pecado, e não o vício, que priva alguém da graça santificadora de Deus e torna alguém merecedor da punição de Deus. Tomás de Aquino ensinou que "absolutamente falando, o pecado supera o vício na maldade". Por outro lado, mesmo depois que os pecados de uma pessoa foram perdoados, o hábito subjacente (o vício) pode permanecer. Assim como o vício foi criado em primeiro lugar por ceder repetidamente à tentação do pecado, assim o vício só pode ser removido resistindo repetidamente à tentação e realizando atos virtuosos; quanto mais arraigado o vício, mais tempo e esforço necessários para removê-lo. São Tomás de Aquino diz que, após a reabilitação e a aquisição de virtudes, o vício não persiste como um hábito, mas como uma mera disposição, e que está em processo de eliminação. Manuscritos iluminados medievais circulavam com esquemas coloridos para desenvolver atitudes adequadas, com alusões bíblicas modeladas na natureza: a árvore das virtudes como flores desabrochando ou vícios dando frutos estéreis.

### Budismo
Na tradição Sarvastivada do Budismo, existem 108 impurezas, ou vícios, que são proibidos. Estes são subdivididos em 10 vínculos e 98 propensões. The 10 bonds are the following:
- Ausência de vergonha
- Ausência de constrangimento
- Ciúmes
- Parcimônia (no sentido de mesquinhez)
- Remorso
- Sonolência
- Distração
- Torpor
- Raiva
- Ocultação de irregularidades